# Austrian Airlines Group

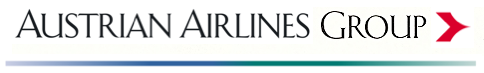
Logo der AUA Group 1995–2003

Mit Austrian Airlines Group als Dachmarke präsentierte sich die österreichische Fluggesellschaft Austrian Airlines als Konzern von 1995 bis 2003 mit ihren heute nicht mehr existenten Tochtergesellschaften Lauda Air, Tyrolean Airways, Rheintalflug und Slovak Airlines.
Rheintalflug wurde 2002 per Betriebsübergang in Tyrolean Airways, Lauda Air 2004 in Austrian Airlines integriert. Slovak Airlines wurde 2007 liquidiert. Tyrolean Airways wurde 2015 schließlich in Austrian Airlines integriert, nur Tyrolean Technik verbleibt als eigenständiges Unternehmen in Innsbruck. Die Beteiligung an Ukraine International Airlines wurde nie unter der Gruppe subsumiert.